# قدومک
قدومک، خاکشیرک (نام علمی: Alyssopsis) نام یک سرده از تیره شب‌بویان است. این گیاه در ایران یک گونه گیاه علفی چند ساله معمولاً صخره روی به نام قدومک (گیاه) دارد که معمولاً در نواحی شمالی ایران می روید و انحصاری ایران نیز می باشد.